# Casa de Alpin
Casa de Alpin este numele dat grupului care a guvernat regiunea Picți și apoi a regiunii Alba, de la apariția lui Kenneth MacAlpin (Cináed Mac Ailpín) în 840, până la moartea lui Malcolm al II-lea (Mael Coluim Mac Cináeda) în 1034. 
Originile familiei sunt incerte. Genealogiile ulterioare indică faptul că Kenneth a fost descendentul lui Áed (Áed mac Echdach). Guvernările timpurii ale clanului mec Alipin sugerează că sunt descendenți ai regilor din Picți, iar al treilea rege, fiul lui Kenneth, Constantin I (Causantín Mac Cináeda), pare să fi fost considerat ultimul dintre cei 70 de regi ai regiunii Picți. Descendenții lui Kenneth au fost alungați în 878, când fratele lui Constantin I, Áed mac Cináeda, a fost omorât de Giric mac Dúngail, însă au revenit în 889, când fiul lui Constantin I, Donald al II-lea (Domnall mac Causantín) a urcat pe tron după moartea sau detronarea lui Giric. Donald al II-lea și succesorii săi au fost descriși ca regi ai regiunii Alba.
În timpul secolului al X-lea, succesiunea a alternat între urmașii lui Constantin I și cei ai lui Aed. Certurile de la sfârșitul secolului al X-lea și începuturile secolului al XI-lea i-a lăsat pe descendenții lui Constantin I necontestați de către descendenții de sex masculin ai lui Kenneth MacAlpin, însă Malcolm al II-lea nu a lăsat nici un moștenitor de sex masculin. La moartea lui Malcolm, linia regilor descendenți din Kenneth a ajuns la sfârșit. Regii viitori au fost descendenți din fiica lui Malcolm Bethóc.

## Regii Angliei din Casa de Alpin

### Kenneth

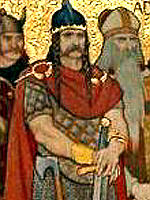

Ascensiunea la putere a lui Kenneth și domnia sa ulterioară pot fi plasate la sfârșitul dinastiei precedente, care au dominat regiunea Fortriu pentru două sau patru generații. Acesta a urmat la tron după moartea regelui Uen, fiul lui Óengus de Fortriu, fratele lui Bran, în lupta împotriva vikingilor în 839. Rezultatul crizei de succesiunea a avut loc între patru pretendenți ai tronului care se aflau în conflict pentru puterea supremă. 
Domnia lui Kenneth începe din anul 843, însă este probabil să nu fi fost până în 848, după ce l-a învins pe ultimul rival al său. Cronica Picților susține că el a fost rege în Dál Riata timp de doi ani înainte de a deveni rege al Picților, însă nici acest lucru nu este acceptat în totalitate. Cronicile Regilor din Alba raportează faptul că acesta a invadat Saxonia de șase ori, l-a capturat pe Melrose și a ars Dunbar, cât și faptul că vikingii s-au stabilit în Picția. 
Domnia lui Kenneth a avut un grad sporit de reglementare a nordului în zonele periferice din Scoția modernă. Au fost stabilite regiunile Shetland, Orkney, Caithness, Sutherland, Insulele de Vest și Insula Man, și o parte din Ross. Legăturile dintre regatul lui Kenneth și Irlanda s-au slăbit, iar cele cu sudul Angliei aproape se rupseseră. În fața acestui lucru, Kenneth și succesorii săi au fost obligați să-și consolideze poziția în împărăția lor, iar unirea dintre Picți și Gaeli, care progresa de mai multe secole, începuse să se consolideze. Până la domnia lui Donald al II-lea, regii erau numiți regi din Alba.

### Donald
Conform Cronicii Regilor din Alba, Donald a domnit timp de patru ani, până la moartea fratelui său din anul 858, apoi singur, până în aprilie 862.
Potrivit cronicii Melrose, Donald era un soldat viguros în război ... și se spune că a fost asasinat la Scone. Nici o altă sursă nu raportează moartea violentă a lui Donald.
Deși s-a presupus că Donald nu a avut copii, a fost sugerat faptul că Giric a fost fiul lui Donald. Acest lucru nu este acceptat în totalitate de istoricii de astăzi.
Donald a murit fie la palatul Cinnbelachoir, fie la Rathinveralmond și a fost îngropat la Iona.

### Constantin

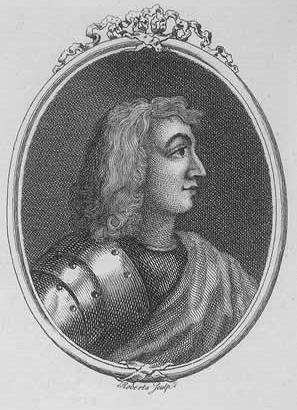

Activitatea vikingilor în nordul Marii Britanii pare să fi atins maximul în timpul domniei lui Constantin. Armatele vikingilor erau conduse de un grup mic de oameni.
Activitatea vikingilor în Marea Britanie a crescut în 865, când Marea Armată Vikingă, probabil o parte din forțele care au invadat Francia, au invadat estul Angliei. În anul următor, după ce au obținut tribut din estul Angliei de la regele Edmund, Marea Armată s-a mutat în nord, atacând York-ul, orașul regiunii Northumbrian. Marea Armata i-a învins pe cei doi rivali din York, Osberht și Aella, care puseseră deoparte neînțelegerile dintre ei pentru a lupta împreună. Ambii regi au fost uciși într-un atac eșuat, probabil pe 21 martie 867. Ca urmare a acestui fapt, liderii armatei s-au instalat la Ecgberht ca regi ai regiunii Northumbrian. Următoarea lor țintă era Mercia, unde regele Burgred, ajutat de cumnatul său Æthelred de Wessex, i-au alungat.
În timp ce regatele din estul Angliei erau sub atac, alte armate ale vikingilor erau active în nord. Amlaíb și Auisle, au adus o armată la Fortriu unde au obținut tribut și ostatici în 866. Istoricii nu sunt siguri dacă aceștia s-au stabilit acolo ori dacă s-au întors în Irlanda în 866, 867 sau în 869.

### Aedh
Acesta a devenit regele Picților în 877, urmându-l pe fratele său Constantin I. Era poreclit Aed al Florilor Albe, Înaripatul sau Picior Alb.
Domnia sa foarte scurtă nu a lăsat nimic memorabil în istorie. El a fost ucis în Nrurim.
Analele Ulster spun că în 878 Aed, regele Picților, a fost ucis de către aliații săi.

### Eochaid
Dovezile domniei lui Eochaid ca rege al Picților se bazează pe Cronica Regilor din Alba, unde e scris:
Eochodius, fiul lui Run, regele Bretonilor, nepotul lui Kenneth din partea fiicei sale, a domnit timp de 11 ani, deși alții spun că Giric a mai domnit la această vreme, pentru că el a devenit tatăl vitreg și tutorele lui Eochaid.
Unele variante din Cronica Regilor de Alba nu-l includ ca rege pe Eochaid. Duan Albanach i-a omis atât pe Giric cât și pe Eochaid, sărind de la Aedh direct la Donald al II-lea, fiul lui Constantin I. Duan a omis, de asemenea, regii anteriori, cum ar fi Selbach mac Ferchair, deși dacă aceste omiteri sunt accidentale sau nu este necunoscut. David Dumville sugerează că înregistrarea supraviețuitoare poate fi coruptă.

### Donald al II-lea

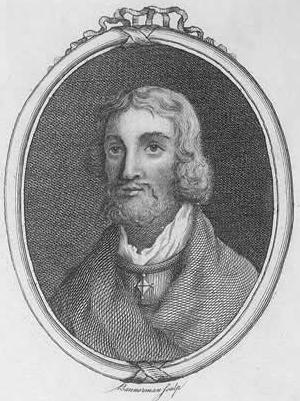

Donald a devenit rege la moartea sau detronarea lui Giric, la o dată necunoscută, însă este plasată undeva în anul 889. Cronica regilor din Alba raportează:
Doniualdus fiul lui Constantini a deținut regatul pentru 11 ani (889 - 900). Nordicii au pierdut Picția la acea vreme. În timpul domniei sale a avut loc o luptă între danezi și scoțieni la Innisibsolian în care scoțienii au deținut victoria. A fost ucis la Opidum Forther (Dunnottar de astăzi) de rudele sale.
A fost sugerat că atacul asupra de la Dunnottar a fost mai degrabă un raid mic a unor pirați și poate fi asociat cu ravagiile din Scoția atribuite la Harald Fairhair în Heimskringla. Profeția Berchán plasează moartea lui Donald la Dunnottar, dar pare să fie atribuit și la Gael. Alte surse susțin că a murit la Forres, iar moartea acestuia este datată în anul 900, în Analele Ulster și Cronica Scotorum, unde el este numit rege al Abei, mai degrabă decât regele Picților. A fost îngropat la Iona.
Protrivit Cronicilor Regilor din Alba, Donald a fost urmat la tron de către vărul său, Constantin al II-lea al Scoției. Fiul lui Donald, Malcolm, a  devenit rege mai târziu, ca Malcolm I. 

### Constantin al II-lea

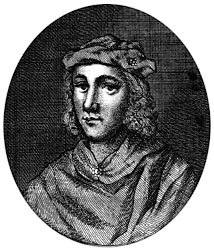

Domnia sa, la fel ca și a predecesorilor săi, a fost dominată de acțiunile conducătorilor vikingi în Insulele Britanice, în special UI Ímair (nepotul de Imar sau Ivar). În timpul domniei lui Constantin, conducătorii regatelor de sud din Wessex și Mercia, mai târziu Regatul Angliei, și-au extins autoritatea spre nord, în regatele contestate de Northumbria. La început, el s-a aliat cu conducătorii de sud împotriva vikingilor, însă în timp, Constantin a intrat în conflict cu ei. Regele Athelstan a avut succes în a-l asigura pe Constantin în 927 si 934, dar cei doi s-au luptat atunci când Constantin, care se aliase cu britanicii din Strathclyde și cu regele vikingilor de la Dublin, a invadat regatul lui Athelstan în 937, doar pentru a fi învins în marea bătălie de la Brunanburh. În 943, Constantin a abdicat de la tron și s-a retras la Mănăstirea Sf. Andrei, unde a murit în 952. El a fost succedat de fiul predecesorului său, Malcolm I.
Domnia lui Constantin a fost de 43 de ani. În timpul domniei sale, cuvântul scoțieni și Scoția sunt folosite prima dată pentru a înțelege partea din ceea ce este acum Scoția. 

### Malcolm

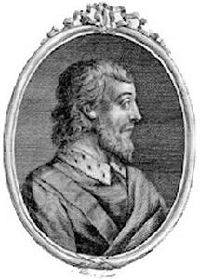

În 945, Edumnd de Wessex, care l-a expulzat pe Olaf Sihtricsson din Northumbria, a devastat Cumbria și i-a orbit pe cei doi fii a lui Domnall mac Eógain, regele Strathclyde. Se spune că atunci el i-a lăsat regiunea Strathclyde lui Malcolm în schimbul unei alianțe. Se poate înțelege că Malcolm a fost stăpân în Strathclyde și că Edmund l-a recunoscut în timp ce a luat terenurile din sudul Cumbriei.
Malcolm pare să fi păstrat acordul cu regele Angliei, și este posibil să fi fost reînnoit cu noul rege, după ce Edmund a fost asasinat în 946 și a fost urmat de fratele său, Edred. Eric Bloodaxe a preluat Yorkul în 948, înainte de a fi alungat de Edred, iar când Amlaíb Cuaran a preluat din nou Yorkul în 949 - 950, Malcolm a atacat Northumbria până în sud, unde a mutilat oameni și a dărâmat mai multe castele. Analele Ulster din 952 au înregistrat o luptă între oamenii din Alba, Bretoni și englezi împotriva străinilor, adică a oamenilor din nord. Această luptă nu este raportată de Cronica anglo-saxonă și nu este clar faptul dacă acest lucru este legat de expulzarea lui Cuaran din York sau de reîntoarcerea lui Eric Bloodaxe.

### Indulf

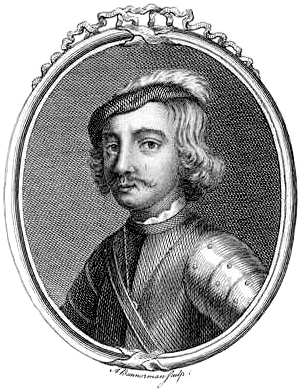

John de Fordun și alții credeau că Indulf a fost rege al Strathclyde în timpul domniei prodecesorului său, bazat pe înțelegerea lor, aceea că Regatul Strathclyde devenise o parte a Regatului Alba în 940. Acest lucru nu a fost acceptat.
Cronica Regilor din Alba spune că regiunea identificată a fi Edinburgh, a fost evacuată și abandonată scoțienilor până în ziua de azi. Acest lucru indică faptul că Lothian sau o mare parte din ea a trecut sub puterea lui Indulf la acea vreme. Cu toate acestea, cucerirea Lothian este posibil să fi fost mai degrabă un proces decât un eveniment, iar frontiera dintre terenurile regilor Alba și Bernicia să fi fost în sud sau est de Edinburgh, cu mult înainte de domnia lui Indulf.
Moartea lui Indulf este raportată de către Cronicile Scotorum în 962, iar Cronicile Regilor din Alba adaugă faptul că el a fost ucis în lupta cu vikingii, lângă Cullen, în bătălia de la Bauds. Profeția Berchán susține că el a murit în casa aceluiaș apostol sfânt unde a murit și tatăl său, fiind la mănăstirea St. Andrei. A fost îngropat la Iona.
Indulf a fost urmat la tron de Dubh, fiul prodecesorului său. Fii lui, Culen și Amlaíb au devenit regi mai târziu. Eochaid, cel de-al treilea fiu, a fost ucis împreună cu Culen de către oamenii din Strathclyde în 971.

### Dubh
Cronicile înregistrează faptul că în timpul domniei lui Dubh, episcopul Fothach, cel mai probabil din St. Andrei sau din Dunkeld, a murit. Raportul rămas este dintr-o luptă între Dubh și Culen, fiul regelui Indulf. Dubh a câștigat bătălia, luptând pe creasta Crup, unde Duchad, starețul de Dunkeld, care este posibil sa fi fost strămoșul lui Crinan de Dunkeld, a murit.
Sunt diverse variante diferite cu privire la ceea ce s-a întâmplat după aceea. Cronica susține că Dubh a fost alungat din regat. Un material al lui Andrei Wyntoun afirmă că a fost ucis la Forres, și face legătura cu o eclipsă de soare care a fost datată pe 20 iulie 966. Analele Ulster au înregistrat doar că Dubh, Regele de Alba, a fost ucis de către scoțienii săi. Se presupune că Dubh a fost ucis sau alungat de către Culen, care a devenit rege după acesta, sau a fost asasinat de către susținătorii săi.

### Culen
Se presupune că acesta a fost implicat în moartea predecesorului său, Dubh al Scoției care l-a învins pe Culen în lupta din 965.
Cronica regilor din Alba raportează mai multe evenimente din timpul domniei lui Culen. Se spune că fiul lui Breodalach a fost ucis în Lothian, Cellach, Episcopul de Cennrígmonaid și Mael Brigte au murit și ei. Alte decese raportate îi includ pe Domnall mac Cairill și Mael Brigte mac Dubacain, identintățile lor fiind necunoscute, însă ei trebuie să fi fost oameni importanți. Mael Brigte ar putea fi un fiu al Dubacan mac Indrechtaig, Mormaer de Angus, care a fost ucis în bătălia de la Brunanburh în 937.
În 971, Culen, împreună cu fratele său Eochaid, au fost uciși într-o sală în flăcări în Lothian de către Amdarch, un prinț din Strathclyde. Uciderea a fost declarată a fi o răzbunare pentru violul fiicei sale Amdarch, produs de Culen. Cronica regilor din Alba nu spune că a fost îngropat la Iona.
Culen a fost urmat la tron de fratele lui Dubh, Kenneth al II-lea, care a condus pentru o perioadă scurtă de timp. Fiul lui Culen, Constantin al III-lea a fost rege mai târziu.

### Kenneth al II-lea

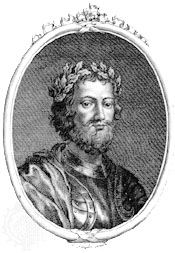

În 973, Cronica Melrose raportează că Kenneth împreună cu Mael Coluim I, regele Strathclyde, cu Maccus, regele mai multor insule, precum și cu alți regi din Țara Galilor și Norse, au venit la Chester să recunoască suzeranitatea regelui englez Edgar cel Pașnic. Se poate ca Edgar să-și fi reglementat atunci frontiera dintre ținuturile sudice ale regatului Alba și terenurile din nord ale regatului său englez. Cumbria era engleză, la frontiera de vest era Solway. În est, frontiera era undeva în Lothian, la sud de Edinburgh.
Dușmăniile de moarte au persistat de la moartea regelui Indulf, între urmașii lui și familia lui Kenneth. În 977, Analele Ulster raportează că "Amlaíb mac Iduilb (fiul lui Indulf), regele Scoției, a fost ucis de Kenneth. Analele Tigernach spun clar numele ucigașului: Cináed Mail Mac Coluim sau Kenneth al II-lea. Astfel, pentru o perioadă scurtă de timp, Kenneth a fost detronat de fratele regelui anterior.
Adam din Bremen spune că Sweyn Forkbeard a găsit exil în Scoția, însă dacă acesta a fost cu Kenneth sau cu alt rege Scoțian, este necunoscut. De asemenea, la acel moment, Saga Njal și alte surse povestesc războaiele dintre scoțieni și nordici, acesta fiind probabil războaiele dintre Sigurd Hlodvisson, Conte de Orkney și Mormaer sau regii din Moray.

### Constantin al III-lea

Potrivit lui John de Fordun (secolul al XIV-lea), regele Kenneth al II-lea al Scoției a încercat să schimbe succesiunea conducătorilor, permițându-i celui mai apropiat supraviețuitor de sânge a regelui să fie succesor la tron, asigurând astfel tronul pentru proprii săi descendenți. El ar fi făcut acest lucru pentru a-l exclude pe Constantin al III-lea și pe Kenneth al III-lea. Cei doi au conspirat împreună împotriva lui, convingându-o pe Finnguala, fiica lui Cuncar, să-l omoare pe rege. Aceasta a făcut acest lucru și pentru a obține răzbunare personală, după ce Kenneth al II-lea îi ucisese singurul fiu. 
John de Fordun susține că a doua zi după moartea lui Kenneth al II-lea, Constantin, fiul regelui Culen, a uzurpat tronul. El a câștigat sprijinul unui număr de nobili. Tronul era susținut și de vărul său, Malcolm al II-lea, fiul lui Kenneth al II-lea, ducând la divizarea de lungă durată a populației scoțiene și la conflicte. Constantin a domnit timp de 18 luni, fiind mereu hărțuit de către Malcolm și unchiul său nelegitim, Kenneth, un soldat cunoscut pentru puterea sa care se străduia cu toată puterea să-l omoare. 
Analele Tigernach raportează că Constantin a fost ucis într-o luptă între scoțieni în 997. O altă Cronică a Scoțienilor și Picților sugerează că acesta a fost ucis de către Kenneth, fiul lui Malcolm, la Rathinveramon. 

### Kenneth al III-lea

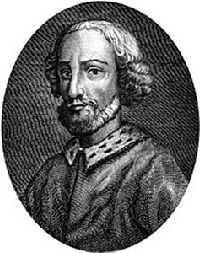

Singurul eveniment raportat în timpul domniei lui Kenneth al III-lea este asasinarea lui Dúngal mac Cináeda de Gille Coemgáin mac Cináeda, în Analele celor Patru Maeștri, din 999. Nu este sigur dacă se referă la evenimente din Scoția sau dacă cei doi au fost fii lui Kenneth. O altă informație apare în 1035 raportând că nepoata lui și soțul ei Cathal, fiul lui Amalgaid, au fost uciși de Cellach, fiul lui Dúnchad. 
Kenneth al III-lea a fost ucis în luptă, la Monzievaird în Strathearn de Malcolm al II-lea, în 1005. 

### Malcolm al II-lea

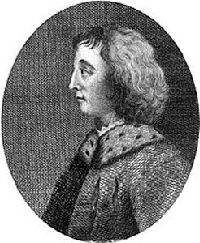

Prin tradiție, s-a presupus că regele Eógan cel Pleșuv al Strathclyde-ului a murit în bătălia de la Carham și că regatul a trecut de atunci în mâinile scoților. Există însă dovezi foarte vagi în acest sens. Nu este deloc sigur că Eógan a murit la Carham, și este destul de clar că au existat regi ai Strathclyde-ului până în 1054, când Edward Confesorul l-a trimis pe earlul Siward sa-l pună pe tron pe „Máel Coluim fiul regelui cumbrilor”. Confuzia este una de dată veche, probabil inspirată de William din Malmesbury cu adăugiri ale lui Ioan din Fordun, dar nu există dovezi clare că regatul Strathclyde ar fi făcut parte din regatul scoților, în loc să fie un regat autonom, înainte de vremea strănepotului lui Máel Coluim al II-lea al Scoției, Máel Coluim mac Donnchada.
Până în anii 1030, din posibilii fii ai lui Máel Coluim, nu mai era niciunul în viață. Singurele indicii că ar fi avut vreun fiu apar în cronica lui Rodulfus Glaber în care se spune că Cnut ar fi fost naș al unui fiu al lui Máel Coluim.Early Sources, p. 546; Duncan, pp.30–31, interpretează afirmațiile lui Rodulfus Glaber ca însemnând că ducele Richard a fost naș al unui fiu al lui Cnut și al Emmei. Nepotul său, Thorfinn, nu a fost acceptat ca rege al scoților, iar regele a ales unul din fiii celeilalte fiice, Bethóc, căsătorită cu Crínán, abate secular al Dunkeldului, și posibil mormaer al Athollului. Posibil doar ca o coincidență, în 1027 analele irlandeze relataseră arderea Dunkeldului, fără însă a detalia circumstanțele.Analele Ulsterului și Analele din Loch Cé, s.a. 1027. Moștenitorul ales al lui Máel Coluim, și primul tánaise ríg cunoscut cu certitudine în Scoția, a fost Donnchad mac Crínáin („Duncan I”).
Este posibil ca o a treia fiică a lui Máel Coluim să se fi căsătorit cu Findláech mac Ruaidrí și ca Mac Bethad să-i fi fost astfel nepot, dar nu sunt dovezi clare în acest sens.Hudson, pp. 224–225 discută chestiunea și pune la îndoială cronica lui Andrew din Wyntoun, pe care se bazează.